# 단색정원

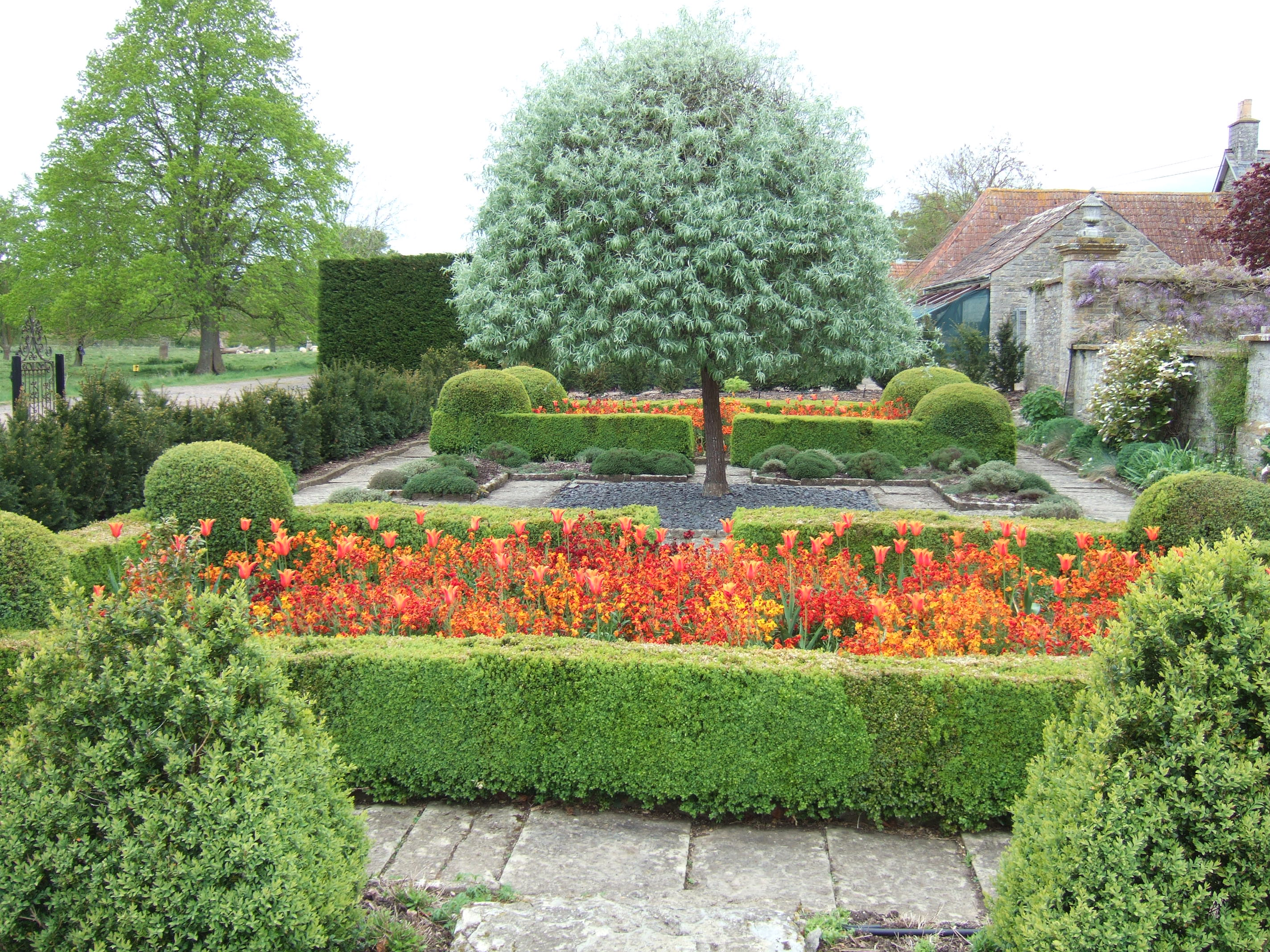

단색정원(monochromatic garden)은 단색이 강조된 정원이다.

## 단색정원 설명
이런 정원은 단색으로 감상자를 압도하도록 심어져 있다. 처음에는 다소 무미건조한 접근 방식으로 보일 수도 있지만, 이러한 정원은 거트루드 지킬(Gertrude Jekyll) 및 비타 색빌-웨스트(Vita Sackville-West)와 같은 유명한 정원 디자이너의 작업으로 인해 인기를 얻었다. 예를 들어 색빌-웨스트는 가장 유명한 단색 정원 중 하나인 시싱허스트성 정원(Sissinghurst Castle Garden)의 화이트 가든 룸을 만들었다.
많은 단색 정원에서는 연한 노란색과 진한 금색과 같은 다양한 색조의 꽃을 사용하거나 어두운 부르고뉴, 밝은 주홍, 빨간색 정원을 위한 분홍색을 포함하는 범위를 사용한다. (유사한 아이디어는 단일 색상이 아닌 보라색, 빨간색, 주황색과 같은 유사한 색상을 사용하는 것이다.) 은색 잎이나 흰색 정원에 사용되는 잡색의 잎이 있는 식물과 같이 단풍이 있는 식물도 포함될 수 있다.
단색 정원의 색상은 작은 정원에 어울리거나 깨끗하고 현대적인 디자인의 일부이거나 좋아하는 색상을 강조하는 등 어떤 이유로든 선택할 수 있다. 또 다른 가능성은 평화롭고 조화로운 느낌을 줄 수 있는 녹색 정원이다. 단색의 식용 정원이 가능하지만 녹색을 제외한 모든 색상의 꽃밭보다 디자인하기가 더 어렵다. 노란색의 잡색 잎은 다채로운 정원에 포함시키기 어려울 수 있지만, 뉴욕 웨이브 힐(Wave Hill)의 전체 노란색 골드 보더(Gold Border) 정원과 같은 전체 노란색 정원에는 쉽게 조화를 이룬다.
색상 선택을 넘어, 단색 정원은 다양한 종류와 크기의 꽃뿐만 아니라 다양한 높이, 모양, 질감의 식물로 디자인되었다. 통로, 벽, 가구 등 정원의 다른 요소는 선택한 색상과 일치하거나 대비될 수 있다.

## 같이 보기
- 정원 종류